# J. Paul Getty Museum

Getty Villa

J. Paul Getty Museum, Muzeum J. Paula Getty'ego – muzeum sztuki oraz instytut badawczy konserwacji sztuki znajdujący się w Los Angeles, w Kalifornii, w Stanach Zjednoczonych. Zlokalizowane jest w dwóch miejscach w górach Santa Monica: jako Getty Center w dzielnicy Brentwood oraz jako Getty Villa w Malibu.
Muzeum zostało ufundowane przez magnata naftowego J. Paula Getty'ego. Rozpoczęło działalność w 1974 roku w miejscu znanym dziś jako Getty Villa, natomiast 16 grudnia 1997 zostało otwarte nowoczesne Getty Center.
Obecnym dyrektorem jest Timothy Potts.

## Kolekcja
Na kolekcję muzeum składają się wystawy klasycznej rzeźby i sztuki (starożytne: Grecja, Rzym, Etruria), malarstwo europejskich mistrzów, rzeźby, manuskrypty, fotografia itd. Muzeum nie kolekcjonuje tzw. sztuki nowoczesnej XX i XXI wieku z wyjątkiem fotografii.
W muzeum wystawione są, między innymi, Irysy Vincenta van Gogha, Król Francji i Navarry Hyacynthe'a Rigaud. W zbiorach muzeum znajduje się także Kodeks lubiński.

## Najważniejsze dzieła sztuki
Arte antica (Getty Villa)
- Atleta di Fano

Bernardo Bellotto
- Widok na Canal Grande: Santa Maria della Salute i Dogana z Campo Santa Maria Zobenigo, ok. 1743[1]

Cima da Conegliano
- Santo a cavallo, 1510 av.

Correggio
- Chusta św. Weroniki, 1521 av.

Dosso Dossi
- Pan e la ninfa, 1524 av.
- Allegoria della Fortuna, 1535-1538 av.

Jean Fouquet
- Libro d’Ore di Simon de Varie, 1450 av.

Gentile da Fabriano
- Incoronazione della Vergine, 1420 av.
- Adorazione del Bambino, 1420-1421 av.

Lorenzo Lotto
- Madonna col Bambino e due donatori, 1533-1535 av.

Andrea Mantegna
- Adorazione dei Magi, 1497-1500 av.

Masaccio
- Sant'Andrea, 1426

Pontormo
- Alabardiere, 1529-1530 av.

Tycjan
- Wenus i Adonis, 1555-1560

Antoon van Dyck
- Ritratto di Thomas Howard, secondo conte di Arundel

Giovanni Battista Pittoni
- Il Sacrificio di Polixena, 1733

Vincent van Gogh
- Irysy, 1889

Giacomo Manzù
- Cardinale seduto, 1975-77